# Emerald: Musical Gems
Emerald: Musical Gems – dziewiąty album zespołu Celtic Woman. Został wydany 25 lutego 2014 roku. Uplasował się na 1 pozycji rankingu World Albums listy „Billboard”.
Zawiera występy wokalistek Chloë Agnew, Susan McFadden, Lisy Lambe oraz skrzypaczki Máiréad Nesbitt. Utwory na płycie są ponownie nagranymi wersjami wcześniej wydanych przez zespół piosenek.

## Lista utworów
| Nr  | Tytuł                                            | Wykonawca                                                | Czas |
| --- | ------------------------------------------------ | -------------------------------------------------------- | ---- |
| 1.  | "Mo Ghile Mear"                                  | Chloë Agnew, Lisa Lambe, Susan McFadden, Máiréad Nesbitt | 4:17 |
| 2.  | "Dúlaman"                                        | Lisa Lambe                                               | 4:20 |
| 3.  | "Caledonia"                                      | Susan McFadden                                           | 5:00 |
| 4.  | "Amazing Grace"                                  | Chloë Agnew, Lisa Lambe, Susan McFadden                  | 5:50 |
| 5.  | "The New Ground"                                 |                                                          | 2:04 |
| 6.  | "She Moved Thru The Fair"                        | Chloë Agnew, Lisa Lambe                                  | 3:18 |
| 7.  | "Bridge Over Troubled Water"                     | Lisa Lambe                                               | 2:59 |
| 8.  | "Níl Sé'n Lá"                                    | Chloë Agnew, Lisa Lambe, Susan McFadden, Máiréad Nesbitt | 3:36 |
| 9.  | "Danny Boy"                                      | Chloë Agnew, Lisa Lambe, Susan Mcfadden, Máiréad Nesbitt | 3:16 |
| 10. | "The Voice"                                      | Susan McFadden, Máiréad Nesbitt                          | 3:07 |
| 11. | "The Parting Glass"                              | Chloë Agnew, Lisa Lambe, Susan Mcfadden, Máiréad Nesbitt | 4:17 |
| 12. | "You Raise Me Up"                                | Chloë Agnew, Lisa Lambe, Susan Mcfadden, Máiréad Nesbitt | 4:11 |
| 13. | "The Coast Of Galicia (Live) (Target Exclusive)" | Máiréad Nesbitt                                          | 4:43 |
| 14. | "Teir Abhaile Riu (Live) (Target Exclusive)"     | Chloë Agnew, Lisa Lambe, Susan Mcfadden, Máiréad Nesbitt | 5:09 |
| 15. | "Ave Maria (Live) (Target Exclusive)"            | Chloë Agnew                                              | 4:17 |